# Savoia-Marchetti SM.78
Savoia-Marchetti SM.78 là một loại tàu bay ném bom/trinh sát hai tầng cánh của Ý vào đầu thập niên 1930.

## Quốc gia sử dụng
Italy
- Regia Aeronautica

## Tính năng kỹ chiến thuật (SM.78)
Đặc điểm tổng quát
- Kíp lái: 2
- Chiều dài: 12,26 m (40 ft 2½ in)
- Sải cánh: 16,66 m (54 ft 8 in)
- Chiều cao: 4,34 m (14 ft 2⅞ in)
- Diện tích cánh: 69,5 m² (748 ft²)
- Trọng lượng cất cánh tối đa: 5.150 kg (11.354 lb)
- Động cơ: 1 × Isotta Fraschini Asso 750R, 634 kW (850 hp)

 Hiệu suất bay 
- Vận tốc cực đại: 245 km/h (132 kn, 152 mph)
- Vận tốc hành trình: 220 km/h (119 kn, 137 mph)
- Tầm bay: 2.400 km (1.296 nmi, 1.490 mi)
- Trần bay: 4.000 m (13.100 ft)

Trang bị vũ khí

- 4 × súng máy 7,7 mm (.303 in)
- 6 × quả bom 100 kg